# Constantin Barbu
Constantin Barbu (né le 16 mai 1971 à Galați) est un joueur de football roumain.

## Biographie

### Club
Barbu commence sa carrière professionnelle avec le FC Argeș Pitești, les aidant à monter en Liga II en 1994, et où il inscrit un total impressionnant de 89 buts durant les sept saisons qu'il passe au club (sauf une saison en prêt en Corée du Sud chez les Suwon Samsung Bluewings FC).
Au milieu de la saison 1998–99, Barbu part évoluer pour le Rapid Bucarest, aidant le club de la capitale à remporter le titre de champion de la Liga I avec 8 buts marqués en seulement 11 matchs (il est également couronné meilleur buteur de la D1 en 1997–98 avec 21 buts pour Argeș Pitești, bien qu'il n'ait pas joué toute la saison avec le club, due à sa période en Asie).
En 1999–2000, Barbu part évoluer en Espagne, rejoignant le CD Numancia, où il inscrit six buts lors de sa saison espagnole, aidant l'équipe de la Soria à se sauver de la relégation.
Barbu prend sa retraite en 2004, après être retourné dans son ancienne équipe de Argeș puis au Club Sportiv Mioveni (sa dernière équipe au second niveau). Avec le Rapid, il joue dans deux matchs en Ligue des champions de l'UEFA et inscrit un but, ajoutant ainsi à ses six matchs joués en coupe UEFA (dont quatre buts, pour le Pitești).

### Sélection
Barbu joue en tout trois fois pour la Roumanie, et participe à sa première sélection le 6 septembre 1997, lors des qualifications pour le mondial 1998 contre le Liechtenstein (victoire 8–1 à l'extérieur, où il inscrit un but).

### Buts internationaux
| Date             | Lieu       | Adversaire    | But   | Résultat | Compétition                  |
| ---------------- | ---------- | ------------- | ----- | -------- | ---------------------------- |
| 6 septembre 1997 | , Eschen   | Liechtenstein | 1 but | 8–1      | Qualifs. coupe du monde 1998 |
| 8 avril 1998     | , Bucarest | Grèce         | 1 but | 2–1      | Match amical                 |

## Palmarès
- Champion de Roumanie en 1999 avec le Rapid Bucarest